# Babul Supriyo
Babul Supriyo (15 de diciembre de 1970, Calcuta), es un rapero, cantante de playback o reproducción indio, que trabajó en el cine hindi y bengalí.

## Carrera
Babul Supriyo nació en Baral en Calcuta, donde pasó su primera infancia, e incluso se graduó de la universidad en su ciudad natal. Él iba a cambiar su nombre de pila desde Supriya a Supriyo, porque el anterior tenía un significado femenino lo que cambió por lo masculino. Más adelante se llamaría simplemente Babul Supriyo, lo que significaba su identidad de casta inferior. Le permitió un mayor alcance de la familiaridad y popularidad con su público.
El abuelo de Babul Supriyo, NC Baral, fue un compositor muy conocido en Bengala Occidental. 
Bajo la presión de su padre (trabajaba en un banco), él tomó un trabajo con Standard Chartered Bank después de obtener una maestría en la Universidad de Calcuta. En 1991, llegó a Mumbai para probar suerte en el cine hindi. Kalyanji (del dúo Kalyanji Anandji) le dio una oportunidad y lo llevó a actuar en el extranjero en sus shows en vivo. Pronto logró ser reconocido por otros compositores. Además de cantar en género playback, también ha hecho varios shows durante su etapa en todo el mundo. 
Babul ha interpretado algunas canciones memorables de la película de Hindi como "Dil Ne Dil Ko Pukara" (Kaho Naa ... Pyaar Hai), "Pari Pari Pari Ek Hai" (Hungama), "Hum Tum" (Hum Tum) y "Chamke Chanda "(Fanaa). Él es el ancla de la exitosa serie de televisión K Kishore. Babul, también conocido por interpretar los temas de apertura como Balaji Telefilms.

## Discografía
- Sochta Hun (2003)
- Kuch Aisa Lagta Hai
- Untitled (2008)

Rabindra Sangeet
- Kotobaar O Bhebechinu
- Jodi Jantem
- Mone Robe (2011)

## Filmografía
Como actor
- Chander Bari (2007)
- Hitlist (2009)
- Ogo Bodhu Sundari (2010)

Como cantante de playback
2012 Rang(Album of Nadeem Shravan) (Song : Ye to Mumqeen nahi)
- 2010 Diwana (playback singer)

- 2010 Channa Sachi Muchi (playback singer)

- 2009 Antaheen (performer: "Pherari Mon")

- 2009 Sanam Hum Aapke Hain... (performer: "Dil Ne Jo Bhi Kaha Maine Manna")

- 2008 10:10 (playback singer)

- 2007 Laaga Chunari Mein Daag: Journey of a Woman (performer: "Zara Gungunalein Chalo")

- 2007 To Bina Mo Kahani Addha (playback singer)

- 2006 Mantra Shakti (TV movie) (playback singer)

- 2006 Rakhi Bandhili Mo Rakhiba Mana (playback singer)

- 2006 Fanaa (Chanda Chamke)- playback singer

- 2005 71/2 Phere (performer: "Tera Saath Hai Kitna Pyare")

- 2005 Maine Pyaar Kyun Kiya (performer: "Teri Meri Love Story")

- 2005 Dus (performer: "Chham Se")

- 2005 Vaada (performer: "Main Ishq Uska")

- 2005 Dus (playback singer)

- 2005 Zameer (playback singer)

- 2005 Chehraa (playback singer)

- 2005 Chaahat Ek Nasha...(playback singer)

- 2005 Vaada (playback singer)

- 2004 Rok Sako To Rok Lo (playback singer)

- 2004 Hum Tum (playback singer)

- 2004 Suno Sasurjee (playback singer - as Babul Suprio)

- 2004 Hum Tum (performer: "Hum Tum")

- 2004 Plan (performer: "Aane Wala Pal", "Aane Wala Pal - II")2003 I Wrong Number (playback singer)

- 2003 Out of Control (playback singer)

- 2003 Zameen (playback singer)

- 2003 Chori Chori (playback singer)

- 2003 Hungama (playback singer)

- 2003 Andaaz (playback singer)

- 2003 Ek Aur Ek Gyarah: By Hook or by Crook (playback singer)

- 2003 Escape from Taliban (playback singer)

- 2003 Kucch To Hai (playback singer)

- 2003 Dil Ka Rishta (playback singer)

- 2003 Out of Control (performer: "Tera Chandsa Yeh Chehera", "Kudhi Vi Soni", "Tu Mera Hai Sanam")

- 2003 Chori Chori (performer: "Aate Aate")

- 2003 Hungama (performer: "Pari")

- 2003 Dil Ka Rishta (performer: "Dil Ka Rishta - II")

- 2002 Deewangee (playback singer)

- 2002 Gunaah (playback singer)

- 2002 Yeh Kya Ho Raha Hai? (playback singer)

- 2002 Devdas (playback singer)

- 2002 Company (playback singer)

- 2002 Kaaboo (playback singer)

- 2002 Jeena Sirf Merre Liye (performer: "Ek Baar To India", "Jeena Sirf Merre Liye", "Pyaar Mange")

- 2002 Dil Vil Pyar Vyar (performer: "Yeh Jo Mohabbat Hai", "Kehna Hai", "Ab Ke Saawan Mein", "Kehna Hai - II")

- 2001 Aamdani Atthanni Kharcha Rupaiya (playback singer - as Supriya Babul)

- 2001 Dial 100 (playback singer)

- 2001 Ittefaq (playback singer)

- 2001 Albela (playback singer)

- 2001 Boond (playback singer)

- 2001 Aamdani Atthanni Kharcha Rupaiya (performer: "Style Nasha Tera", "Sajanniya Re")

- 2001 Kasautii Zindagii Kay (serie de televisión) ("Kasautii Zindagii Kay")

- 2001 Yeh Teraa Ghar Yeh Meraa Ghar (performer: "Govinda")

- 2001 Mujhe Kucch Kehna Hai (performer: "Jabse Dekha Hai - II", "Maine Koyi Jadoo")

- 2001 Chori Chori Chupke Chupke (performer: "Chori Chori Chupke Chupke")

- 2000 Kaali Ki Saugandh (playback singer)

- 2000 Aaghaaz (playback singer)

- 2000 Tera Jadoo Chal Gayaa (playback singer - as Babul Suprio)

- 2000 Dhaai Akshar Prem Ke (performer: "Dhaai Akshar Prem Ke", "Do Lafzo Mein", "Hai Deewane Yeh Ishq Mera", "Yeh Sama Yeh Nazare", "Koi Taza Hawa", "Ek Haseen Ladki")

- 2000 Kaho Naa... Pyaar Hai (performer: "Dil Ne Dil Ko Pukara")

- 2000 Bechainee (performer: "Tumse nahin koi pyaara sanam, tere pyaar ne humko maara sanam")

- 1999 Hello Brother (performer: "Hata Saawan Ki Ghata")

- 1997 Jeevan Yudh (performer: "Sun Sajana Tere Bin")

- 1997 Jeevan Yudh (playback singer)

- 1997 Aar Ya Paar (playback singer)

- 1997 Naseeb (playback singer - as Babul Suprio)

- 1997 Saat Rang Ke Sapne (playback singer: "Aati Hai To Chal")

- 1996 Shastra (performer: "Kuch Hua Re Hua Re")/ (playback singer - as Babool)

- 1996 Khiladiyon Ka Khiladi (playback singer - uncredited)

- 1996 Agni Sakshi (playback singer - as Babul Suprio)

- 1995 Gaddaar (playback singer - as Babul)

- 1994 Kranti Kshetra (playback singer - as Babul Supriya)

Babul Supriyo had acted in three feature films and one telefilm, all in Bengali 1) "Chander Bari" Directed by Tarun Mazumdar 2) "Hitlist" Directed by Sandip Ray 3) "Ogo Bodhu Sundori" (As the hero) Directed by Sunanda Mitra and 4) "Oporichito Aponjon" (Telefilm) Directed by Sunanda Mitra.

## Premios
- 2002: Bengal Film Journalists' Association Awards: Best Male Playback: Titli